# Купер (лунный кратер)
Кратер Купер (лат. Cooper) — крупный ударный кратер в северном полушарии обратной стороны Луны. Название присвоено в честь американского юриста в области воздухоплавания и космонавтики Джона Купера (1887—1967) и утверждено Международным астрономическим союзом в 1970 г. 

## Описание кратера

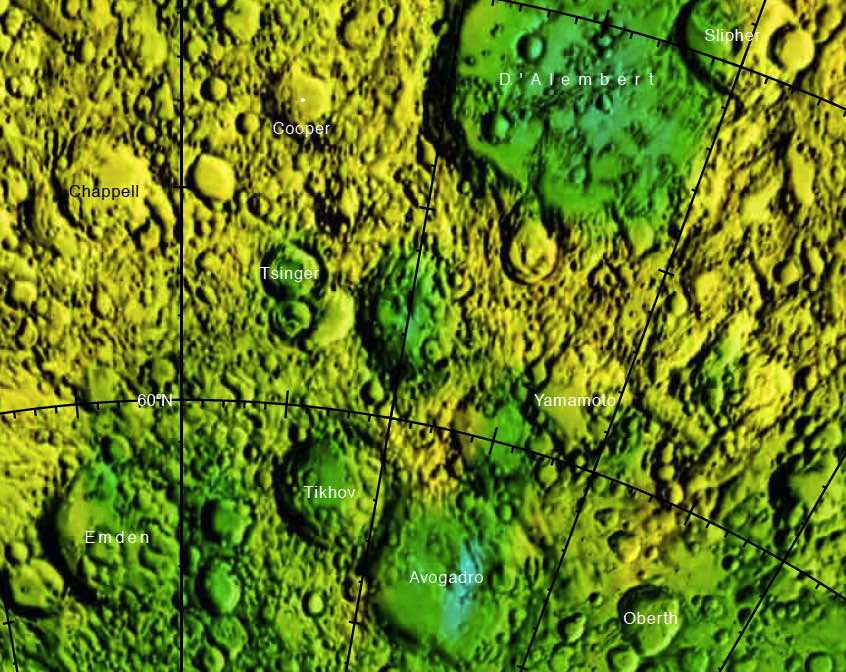
Окрестности кратера Купер. Фрагмент карты обратной стороны Луны.

Ближайшими соседями кратера Купер являются кратер Д’Аламбер на западе; кратер Цингер на севере; кратер Чаппел на северо-востоке и кратер Дебай на юго-западе. Селенографические координаты центра кратера 52°41′ с. ш. 175°55′ в. д. / 52,68° с. ш. 175,92° в. д., диаметр 51,9 км, глубина 2,1 км.
Кратер Купер имеет полигональную форму и значительно разрушен за время своего существования. Вал сглажен, перекрыт множеством кратеров различного размера и трудно различим на фоне окружающей местности. Высота вала над окружающей местностью достигает 990 м, объем кратера составляет приблизительно 940 км³. Дно чаши пересеченное, отмечено множеством кратеров и породами выброшенными при их образовании.

## Сателлитные кратеры

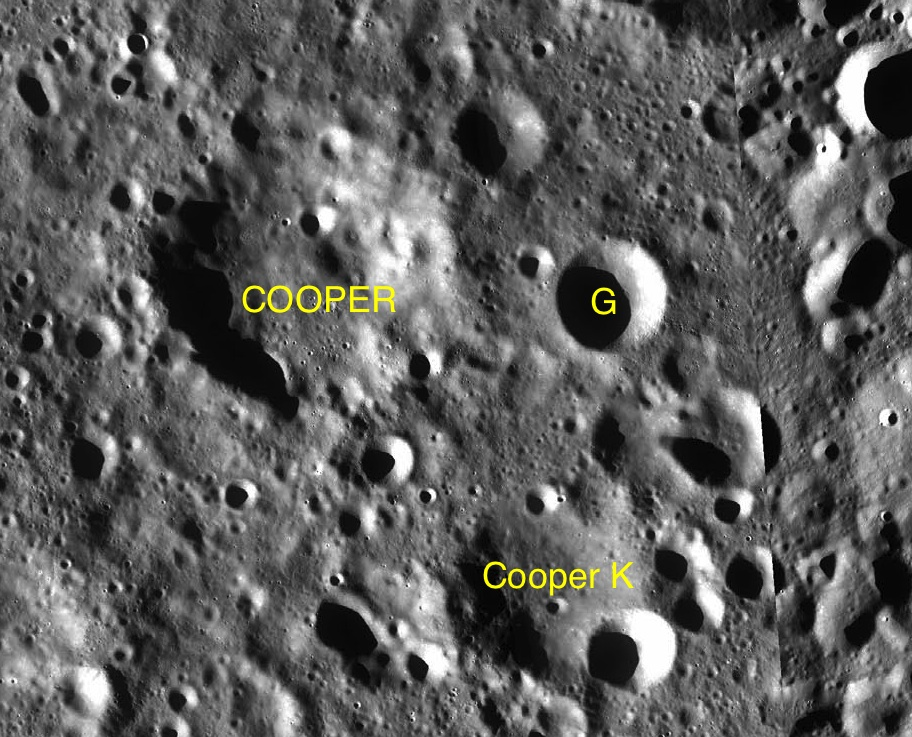
Фрагмент карты LAC-18.

| Купер | Координаты                                              | Диаметр, км |
| ----- | ------------------------------------------------------- | ----------- |
| G     | 52°25′ с. ш. 178°46′ в. д. / 52,42° с. ш. 178,76° в. д. | 19,5        |
| K     | 50°52′ с. ш. 178°05′ в. д. / 50,86° с. ш. 178,09° в. д. | 32,2        |

## См.также
- Список кратеров на Луне
- Лунный кратер
- Морфологический каталог кратеров Луны
- Планетная номенклатура
- Селенография
- Минералогия Луны
- Геология Луны
- Поздняя тяжёлая бомбардировка